# Тарново-Подгурне
Тарново-Подгурне (пол. Tarnowo Podgórne) — село в Польщі, у гміні Тарново-Подгурне Познанського повіту Великопольського воєводства.
Населення — 4682 особи (2011).
У 1975-1998 роках село належало до Познанського воєводства.

## Демографія
Демографічна структура станом на 31 березня 2011 року:
|          | Загалом | Допрацездатний вік | Працездатний вік | Постпрацездатний вік |
| -------- | ------- | ------------------ | ---------------- | -------------------- |
| Чоловіки | 2304    | 550                | 1582             | 172                  |
| Жінки    | 2378    | 491                | 1491             | 396                  |
| Разом    | 4682    | 1041               | 3073             | 568                  |